# 可変単位地区問題

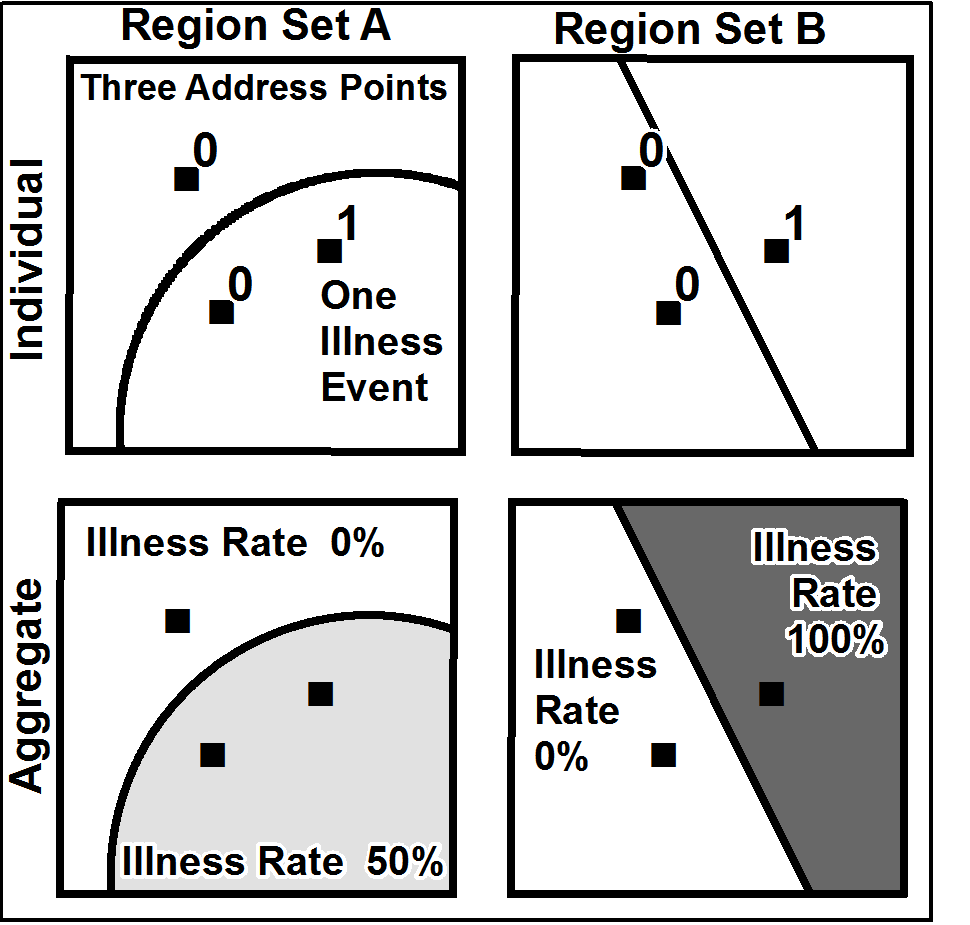
可変地区単位問題の例

可変単位地区問題（かへんたんいちくもんだい、英語: modifiable areal unit problem; MAUP）とは、空間分析においてデータの集計単位地区を変えることで分析結果が変わってしまう現象のことである。集計データの空間単位の大きさを変えたり（スケール問題）、境界の設定方法を変えたり（ゾーニング問題）することで、元データが同じでも分析結果が変わってしまう。

## 具体例
分布図を作成する場合、例えば、町丁目別の分布図と、複数の町丁目を統合した単位地区別の分布図では異なる分布パターンが得られる。
また、スタン・オープンショーのシミュレーション研究によると、空間単位の大きさおよび集計地区の境界を変えることで、アメリカ合衆国アイオワ州の高齢化率と共和党支持者への投票率の相関関係の分析結果が大きく異なることになった。

## 解決方法
可変単位地区問題は古くから指摘されてきた問題で、1934年にGehlkeらにより指摘されたのち継続的に研究が行われているが、2018年時点でも一般的な解決方法は得られていない。しかし、特定の条件下での解決方法はいくつか得られている。
まず、集計データに対し、集計前の元データを復元することは可変単位地区問題への対応の一手段である。代表的な方法として面補間が挙げられる。
集計データから空間分布を考察したい場合、用いる変数が集計独立変数の場合はデータ復元がほぼ唯一の対応法となり、土地利用データなど他のデータを用いて復元の精度を上げる必要がある。他方、集計依存変数を用いる場合は可変単位地区問題を完全に解決することはできないため、単位地区の大きさや形状を踏まえた結果の解釈を行う必要がある。
空間分析を行う場合、集計独立変数を用いる場合は、元データが存在すればそれを用いることで対応できる。集計データしかない場合はデータ復元を試みることになるが、分析時の計算誤差が増大することで分析結果の精度が十分に得られない場合もある。集計依存変数の場合は可変単位地区問題を完全に解決できないため、単位地区の大きさで分析結果が変わることを念頭におき、複数の大きさの単位地区で分析し考察していく必要がある。
空間モデルを作成する場合は、できる限り集計独立変数を用いるようにする。集計依存変数を用いる場合でも、感度分析を行い単位地区の設定方法に応じて結果がどう変化するのかを検討したり、他の変数で調整することで単位地区設定による影響を緩和させたりする。